# Сардарабадский магал
Сардарабадский магал — один из магалов Эриванского ханства.

## География
Один из самых крупных магалов в Эриванском ханстве, располагавшийся на северном побережье Аракса, напротив с Сурмелинским магалом. Он граничил на севере с Талыном, на западе — с Саадлы, на юге — с рекой Аракс, разделявшей его с Сурмелинским магалом, а на востоке — с Зангибасарским и Гарбибасарским магалами.

## История
В Сардарабадском магале, образованном по указу ереванского хана  Гусейн Али-хана, в 1810 году, уже по велению Хусейн-Кули-хана, была построена ставшая впоследствии знаменитой Сардарабадская крепость, для защиты от вторжений со стороны Российской и Османской империй, так и в качестве летнего места отдыха для правящих кругов ханства. Последний хан Эриванского ханства сам жил в этой крепости. Некоторые из сёл округа были розданы в качестве тиюля или земельного пожалования в обмен на службу членам правящей иерархии, и его административный центр, Сардарабад (Сардарапат), служил в качестве второй резиденции правительства ханства. Территория магала частично соответствует территории современного Армавирского района.

## Сёла
В магале, центром которого являлся город-крепость Сардарабад, было 30 сёл, 8 из которых были разрушены, И. Шопен приводит их названия. Дж. Бурнутян приводит названия оставшихся 22 сёл.
1.Шефиабад (Шарифабад), 2. Юхары Гархын (Гархун), 3. Ашагы Гархын, 4. Туркменли, 5. Узуноба, 6. Чубухчу, 7. Ийдели (Игдалу), 8. Джанфида, 9. Кузугюден (Гузугудян), 10. Гурдугулу, 11. Кярим арх, 12. Сардарабад, 13. Молла Баязид, 14. Кечили, 15. Эвджилер, 16. Хатунарх, 17. Агджаарх (Агче-арх), 18. Армудлу (Бёюк Армудлу, Кичик Армудлу), 19. Маркарагёк, 20. Тападеви, 21. Джафарабад, 22. Шахрияр (Бёюк Шахрияр, Кичик Шахрияр), 23. Колах-арх 24. Ходжаярали 25. Курдкулу (Курдукули) 26. Сардарабад, 27. Фетхабад, 28. Молла Бадал, 29. Гамышлы, 30. Шалыбулаг (Шахварут) .

## Население
В сельской части этого округа проживало большое количество курдов, а в 22 сёлах проживало смешанное армяно-тюркское население.
Жители села Кярим арх были татары и армяне, последние прибыли из Догубаязита и окрестных сёл[когда?]. 
Село Узуноба упоминается в «Подробном описании Эриванского эялета» составленном в 1728 году
Село Маркарагёк упоминал в своей «Книге путешествий» немецкий путешественник Иоганн Шильтбергер: — «Здесь три города, один называется Марагара, другой называется Хилат (Гелат) и третий Кирна (Кирна)». 
В селе Гамышлы, упоминаемом в 1590 году, и в 1728 году под названием Камишли совместно проживали азербайджанцы[уточнить], армяне и езиды.
Село Кечили упминатеся в источнике с 1729 года.